# Ernesto Drago
Ernesto Drago (Agrigento, 3 dicembre 1876 – Catania, 1º luglio 1929) è stato un fisico italiano.

## Biografia
Laureatosi in fisica all'Università di Catania nel 1898 con Giovan Pietro Grimaldi, ne divenne subito dopo assistente alla cattedra di fisica sperimentale, incarico che mantenne fino al 1902, quando passò all'insegnamento nelle scuole pubbliche.
In questi anni, tuttavia, non abbandonò mai la ricerca fisica attiva, compiendo studi e ricerche sperimentali, perlopiù riguardanti l'elettromagnetismo e l'ottica dei mezzi continui, sia presso i vari laboratori delle scuole in cui insegnava che all'Istituto di Fisica dell'Università di Catania, dove, nel 1910, riassunse il ruolo di assistente di fisica sperimentale, conseguendone la libera docenza nel 1912, quindi tenne pure vari incarichi di insegnamento universitari.
Nel 1914, per i suoi lavori sperimentali, ricevette un premio dall'Accademia Nazionale dei Lincei.
Nel 1918, alla morte di Grimaldi, ne assunse la cattedra di fisica sperimentale, nonché la direzione dell'Istituto di Fisica dell'università etnea. Dal 1923 fino alla morte prematura, avvenuta nel luglio del 1929, tenne pure l'insegnamento di fisica superiore. La sua cattedra di fisica sperimentale fu poi retta da Antonio Carrelli fino al 1934 quando, trasferitosi all'Università di Napoli, venne assunta da Orazio Specchia (1890-1961), che la resse fino al 1942 (quando passò all'Università di Pavia), subentrandogli Giuseppe Cocconi, quindi Renato Ricamo nel 1954.

## Opere principali
- Corso di fisica superiore, 2 voll., Pubblicazioni dell'Istituto di Fisica della R. Università di Catania, Catania, 1926.